# Distrito de Lagunas (Ayabaca)
El distrito de Lagunas es uno de los diez que conforman la provincia de Ayabaca ubicada en el departamento de Piura en el norte del Perú.
Desde el punto de vista de la jerarquía de la Iglesia católica, forma parte de la diócesis de Chulucanas.

## Historia
El distrito fue creado mediante Ley N.º 10399 el 23 de febrero de 1946, en el gobierno del Presidente José Luis Bustamante y Rivero.

## Toponimia
El origen es porque este lugar estuvo rodeado de lagunas, y con el transcurso del tiempo se han secado.

## Geografía
Se ubica a 2351 m s. n. m., y a una distancia de 190 km de la provincia de Piura. Abarca una superficie de 190,82 km².

## División administrativa

### Centros poblados
Urbanos
- Lagunas, con 246 hab.

Rurales
- Arrendamientos, con 182 hab.
- Cruz Huacas, con 185 hab.
- El Lúcumo, con 218 hab.
- Huasanche, con 216 hab.
- La Pedita, con 279 hab.
- Huacas Alto, con 244 hab.
- Naranjo de Matalacas, con 161 hab.
- Pillo, con 263 hab.
- Ramos, con 157 hab.
- Salvia, con 244 hab.
- San José de Pillo, con 151 hab.
- San Valeriano, con 169 hab.
- San Juan, con 280 hab.
- Tapul, con 162 hab.
- Yapango Alto, con 167 hab.
- Yerbas Buenas, con 281 hab.

## Autoridades

### Municipales
- 2015-2018[2]
  - Alcalde: Walter Aguilar Marchena, del Movimiento Alternativa de Paz y Desarrollo (APD).
  - Regidores: Limber Grober Pintado Marchena (APD), Demetrio Paz Calle (APD), Purificación Arraiza Montalván (APD), Lidia Indolfa Calle Villegas (APD), José Hilton Cortez Castillo (Unión Democrática del Norte).
- 2011-2014[3]
  - Alcalde: Walter Aguilar Marchena, del Movimiento Unidad Popular Regional Piura (UPRP).
  - Regidores: Donaldo Marchena Tacure (UPRP), Demetrio Paz Calle (UPRP), Ysaín Andermo Mondragón Neira (UPRP), Adelaida Lima López (UPRP), Lucrecio Montalván Domínguez (Fuerza Regional).
- 2007-2010
  - Alcalde: Walter Aguilar Marchena.

### Policiales
- Comisario: Mayor PNP .

### Religiosas
- Diócesis de Chulucanas[4]
  - Obispo: Mons. Daniel Thomas Turley Murphy (OSA).[5]
- Parroquia
  - Párroco: Pbro.